# Michael Agi
Michael Agi (* 1935 in Maschta-Azar, Syrien) ist ein syrisch-deutscher Meteorologe, Informationstechniker und Kulturveranstalter.

## Biografie
Michael Agi wuchs in Maschta-Azar auf. Er besuchte ab dem 13. Lebensjahr die Schule und musste diese nach vier Jahren verlassen. Anschließend arbeitete er in Damaskus und holte währenddessen sein Abitur nach. 1958 kam er zum Studium nach Deutschland. Er studierte Meteorologie an der Freien Universität Berlin und wurde 1969 an der Universität Bonn zum Dr. rer. nat. promoviert. Als Meteorologe arbeitete er sechs Jahre in München, Offenbach und auf dem Flughafen Frankfurt Main.
1971 erfolgte sein Wechsel in die Gesellschaft für Mathematik und Datenverarbeitung (GMD) in Sankt Augustin (heute Teil der Fraunhofer-Gesellschaft) über. Seine Arbeitsgebiete waren Datenerfassung/Datenausgabe, Einführung der Datenverarbeitung in die Behörden sowie Datenverarbeitung und Telekommunikation in den Entwicklungsländern. Er übernahm auch verschiedene Funktionen in der GMD. So war er Mitglied im Aufsichtsrat der Forschungszentrums, Mitglied im Planungsausschuss und Mitglied im wissenschaftlich-technischen Rat.
1992 gründete Agi die Initiative Computer für Russland (ICR). Im Rahmen dieser Initiative lieferte er hochwertige Computer- und Kommunikationssysteme für Forschungszwecke als Schenkungen vorwiegend an Institute der Russischen Akademie der Wissenschaften (RAS). Es wurden aber auch die Rechenzentren des Moscow Aviation Institute (MAI) und des Joint Institute for Nuclear Research (JINR) in Dubna mit modernen Rechnern durch ICR ausgestattet. Die JINR bestätigte, dass die Rechenkapazität durch die ICR Lieferung bis zu 20fache gesteigert werden könnte. ICR Sendungen gingen auch nach Kiew/Ukraine, Kaunas/Litauen und Tallin/Estland. ICR war weltweit die erste Institution, die nach dem Zusammenbruch der Sowjetunion im großen Stiel hochwertige Computer für Forschungszwecke nach Russland als Schenkung lieferte. Mit dieser Aktion konnte sie Kooperationen zwischen deutschen und russischen Wissenschaftlern fördern bzw. erst möglich machen.

## Kachelsteiner Kulturtage
Michael Agi lebt seit 1981 in Königswinter, wo er 1995 das überregional bekannte Festival Kachelsteiner Kulturtage mit klassischer Musik, Kunst und Literatur initiierte. In diesem Rahmen treten seitdem an verschiedenen Spielorten in Königswinter und im Rhein-Sieg-Kreis bekannte Solisten und auch Professoren der Musikhochschule Köln auf. Zudem werden jährlich zwei Konzerte veranstaltet, die von Kindern und Jugendlichen gespielt werden; einige von ihnen wurden später Berufsmusiker – wie unter anderem Laetitia Hahn, Fabian Müller und Agis Sohn, der Flötist Daniel Agi.
Im Kulturprogramm haben Künstler wie Manfred Weill, Wolfgang Saalmann und Wolfgang Hunecke ihre Werke im Hause von Michael Agi ausgestellt, wo zudem literarische Soireen mit Lesungen von Werken klassischer und zeitgenössischer Literaten stattfinden. Im Jahr 2009 gründete Agi den gemeinnützigen Verein ProKlassik.

## Veröffentlichungen
- Wetter und Klima im östlichen Mittelmeer unter besonderer Berücksichtigung des Zyperntiefs. Reimer, Berlin 1968.
- Globale Untersuchungen über die räumliche Verteilung der kinetischen Energie in der Atmosphäre. Dissertation. Universität Bonn 1970.[9]
- (mit Siegfried Mahkorn): Datensammelsysteme. Marktübersicht, 2. Aufl. 1975
- (mit Adolf Breiling): Intelligente Einplatz-Erfassungsgeräte. Marktübersicht, 1976
- (mit Adolf Breiling): Optische Beleg- und Seitenleser. Marktübersicht, 1976
- (mit Adolf Breiling): Der Einsatz von Datensammelsystemen in Wirtschaft und öffentlicher Verwaltung. Ergebnisse einer Umfrage bei Anwendern, 1977
- Datenverarbeitung und Telekommunikation in der arabischen Region. CW-Edition, München 1981, ISBN 3-922246-13-3; englische Ausgabe: Data processing and telecommunications in the Arab world, 1986, ISBN 3-9801287-0-9
- Hochwasser Prognose an kurzen Wasserläufen
- Zahlreiche Beiträge in Fachzeitschriften und auf internationalen Fachtagungen